# Macao aux Deaflympics
Le Macao participe 4 fois aux Deaflympics d'été depuis 2001. Le pays n'a jamais participé aux Jeux d'hiver.

## Bilan général
L'équipe de Macao obtient 2 médailles des Deaflympics donc un or et un bronze.
| Année | Médaille d'or, Jeux olympiques | Médaille d'argent, Jeux olympiques | Médaille de bronze, Jeux olympiques | Total | Rang |
| 2001  | 0                              | 0                                  | 0                                   | 0     | NC   |
| 2005  | 0                              | 0                                  | 0                                   | 0     | NC   |
| 2009  | 0                              | 0                                  | 0                                   | 0     | NC   |
| 2013  | 1                              | 0                                  | 1                                   | 2     | 28e  |
| Total | 1                              | 0                                  | 1                                   | 2     |      |